# Lotnisko Wilcze Laski
Lotnisko Szczecinek-Wilcze Laski – byłe lotnisko wojskowe niedaleko wsi Wilcze Laski koło Szczecinka, obecnie jest lotniskiem prywatnym. 
Z uwagi na posiadanie drogi startowej o wymiarach 2300 m × 30 m i równoległej drogi kołowania o wymiarach 2300 m × 10 m mogłoby zostać wykorzystane dla celów ruchu regionalnego czy towarowego. Władze samorządu województwa starają się o przekształcenie dawnego lotniska Koszalin-Zegrze Pomorskie w regionalne lotnisko.
Teren lotniska został zagospodarowany na cele rolne przez samorząd gminy Szczecinek, jednakże na pas startowy nie znaleziono najemcy. 
Latem na szczecineckim lotnisku odbywają się zloty modelarskie, zloty użytkowników tuningowanych samochodów oraz samochodów zabytkowych oraz GP Polski w wyścigach na 1/4 mili, których organizatorem jest SCS Szczecinek.